# خسرو و ریدگ
خسرو و ریدگ رساله‌ای است که در آن ریدکی به نام خوش‌آرزو که از نجبای دربار خسرو پرویز بوده، به سؤالات این پادشاه پاسخ می‌دهد. در آغاز رساله ریدک برای خسرو شرح می‌دهد که از خاندانی مرفه بوده و پدرش در خردسالی او درگذشته است. اما به‌سبب برخورداری از میراث پدر، توانسته است به مدرسه (=فرهنگستان) برود و اطلاعات لازم دینی را به دست آورد و دبیری فراگیرد و سپس در سواری، تیراندازی، نیزه‌پرانی، موسیقی، ستاره‌شناسی و بازی‌های گوناگون مهارت پیدا کند. (بندهای ۱ تا ۱۸) پس از این مقدمه از شاه می‌خواهد که او را بیازماید و شاه دربارهٔ بهترین خوراک‌ها (بندهای ۲۰ تا ۵۴) و می‌ها(۵۵ تا ۵۹) و آنچه با می می‌خوردند(۶۵ تا ۶۶)، نغمه‌ها(۶۰ تا ۶۴)، گل‌ها و عطرها(۶۸ تا ۹۴)، و زنان(۹۵ تا ۹۷) و اسبان(۹۸ تا ۱۰۰) و غیره سیزده سؤال مطرح می‌کند و همهٔ پاسخ‌های او مورد پسند می‌افتد. سپس شاه برای آزمایش تهور او از وی می‌خواهد که دو شیر را که موجب وحشت رمهٔ اسبان شاه شده‌اند، زنده دستگیر کند. ریدک پس از توفیق در این کار به سِمت مرزبان منصوب می‌گردد. (۱۱۰ تا ۱۲۰)
از این رساله می‌توان از چگونگی ذوق و سلیقهٔ اشراف ساسانی و نیز به میزان شکوه و جلال دربار خسرو پرویز پی برد و همچنین اطلاعاتی در مورد وضع تعلیم و تربیت در عهد ساسانی به دست آورد. این رساله از نظر دربرداشتن نام خوراک‌ها و طرز تهیهٔ آن‌ها، گل‌ها، سازها، بازی‌ها و غیره حائز اهمیت است. ترجمهٔ عربی بخش‌هایی از این رساله را ابومنصور ثعالبی آورده است. این ترجمهٔ عموماً از اصل پهلوی خلاصه تر است، ولی در مواردی مطالبی اضافه بر متن پهلوی دارد مانند مطلبی در مورد بهترین آب (ص ۷۱۰) و مطلبی در مورد بهترین پوشاک (ص ۷۱۰) که در آغاز متن پهلوی (بند ۱۹) شاه به آگاه بودن ریدک از آن اشاره کرده است و ظاهراً از متن پهلوی افتاده است. از سوی دیگر، مقدمه ای که در ذکر حال ریدک و خانواده اوست یا داستان زنده اسیر شدن دو شیر به دست او در ترجمه عربی نیامده است.
متن این رساله در مجموعهٔ متون پهلوی به چاپ رسیده است. این رساله به فارسی نیز ترجمه شده است.